# 7453 Slovtsov
7453 Slovtsov è un asteroide della fascia principale. Scoperto nel 1978, presenta un'orbita caratterizzata da un semiasse maggiore pari a 2,2699883 UA e da un'eccentricità di 0,2038011, inclinata di 0,95241° rispetto all'eclittica.